# Hernando (Córdoba)
Hernando es una ciudad del departamento Tercero Arriba, provincia de Córdoba, Argentina. Está ubicada en la llanura pampeana, región de Argentina con un gran desarrollo agrícola-ganadero, en suelos aptos para el cultivo de maní. Es La Capital Nacional del Maní. Se realiza en Hernando la Fiesta Nacional del Maní cada año en el mes de noviembre.

## Historia
Este paraje de «Pujio y Choé» (del quechua Pukyu ichu, "pastizal manantial"), fue concesionado oficialmente el 20 de septiembre de 1679 a Bartolomé Rodríguez, un sargento que había luchado contra los calchaquíes y mocovíes y pidió por derecho la Merced de Hernando.
A esta parcela inicial, Bartolomé Rodríguez fue anexando terrenos para la compra hasta llegar a poseer toda la costa del río Tercero, desde Capilla de Rodríguez (actual localidad de Villa Ascasubi) hasta Pampayasta, siguiendo hasta Punta del Agua y proximidades de la actual localidad de Las Perdices.
El Paraje Hernando Pujio y Choé se convirtió en el centro de estas concesiones debido a la existencia de numerosas aguadas en torno a una laguna principal de gran extensión. Las características geográficas favorecieron el desarrollo de la ganadería y permitió el asentamiento de los primeros pobladores.
Con la llegada de inmigrantes italianos, españoles, árabes, franceses, libaneses, etc., una nueva sociedad cosmopolita creció en la pampa cordobesa. Es a partir de este hecho que el pueblo crece económicamente, socialmente y la población se afinca en las inmediaciones de la estación del ferrocarril, del ramal Cruz Alta-Córdoba, dedicándose de lleno a la agricultura y a la ganadería integrando así la región a la economía nacional.
De este modo, Hernando fue tomando relevancia como poblado, dejó su condición de paraje para constituirse en un pueblo que dejaría de depender civil y militarmente de las autoridades residentes en Pampayasta Sud para organizarse institucionalmente.
En 1910, los hermanos Bernardo, Manuel y Juan Manuel Villanueva compraron estas tierras a la familia Vásquez y donaron un terreno para la construcción de la estación de trenes que se llamó «Los Choclos». Pero fue recién en 1911 que, con la intención de fundar un pueblo, los hermanos Juan José y Bernardo Villanueva cambiaron el nombre de los Choclos por el de Hernando y trazan el plano del futuro pueblo.
Al año siguiente, en 1912, los hermanos Villanueva donaron los terrenos escriturados a doce familias que comenzaban a llegar de diferentes localidades vecinas. De este hecho jurídico, llevado a cabo el 24 de mayo de 1912, nació el asentamiento de los primeros habitantes con propiedad de los terrenos y fue tomado como fecha para designar la fundación de la localidad (ordenanza N.º 113/03).
Se reconocen a Juan José y a Bernardo Villanueva como sus fundadores.

## Población
La ciudad de Hernando en el censo realizado en el año 2001 contaba con 12 324 habitantes (INDEC, 2001).[cita requerida]
Luego en 2008 se realizó un nuevo censo provincial de población que registró un total de 15 962 habitantes.
En el censo nacional del 2010, se registró un total de 17 843 Habitantes, por lo que se ubica en el segundo lugar del departamento Tercero Arriba.

## Educación
- CENMA Hernando
- C.E.N.P.A.
- Esc. Bernardino Rivadavia
- Esc. Esteban Echeverría
- Esc. Gobernador Díaz
- Esc. Narciso Laprida Campo Ojo de Agua
- Esc. María Montessori (Modalidad Especial)
- Esc. Roque Sáez Peña de Campo Bara
- Esc. San Martín
- Instituto Divino Corazón
- Instituto Pablo A. Pizzurno
- Instituto Santísima Trinidad
- I.P.E.T N.º 71 Dr. Luis Federico Leloir
- Taller Protegido Asociación Gorriones de Medio Vuelo

## Turismo
Fiesta Nacional del Maní
La Fiesta Nacional del Maní es un evento anual que se originó a partir de los esfuerzos de los dirigentes del Club Atlético Estudiantes. Después de 61 años, la organización del evento fue transferida a la Municipalidad local. Los actos centrales de la fiesta se llevan a cabo el primer fin de semana de noviembre, con la participación de artistas reconocidos y la coronación de la Reina Nacional del Maní. Los eventos preliminares comienzan un mes antes y ofrecen una variedad de actividades culturales, deportivas y recreativas para todas las edades.
Semana Provincial del Estudiante
La Semana Provincial del Estudiante es un evento anual que incluye una variedad de actividades como deportes, arte, educación, prevención y entretenimiento en general. También se realizan actos preliminares, como el “Gran Desfile de Modas Otoño-Invierno”. Cada año, diferentes estudiantes de sexto año del Instituto La Santísima Trinidad de Hernando, Córdoba, son encargados de organizar el evento para la participación de otras instituciones. 

## Deportes y recreación
En la ciudad de Hernando existen diferentes clubes destinados al deporte.
- Club atlético estudiantes: Fútbol, patín, natación, karate.
- Club atlético independiente: Fútbol, gimnasia, natación, taekwondo.
- Deportivo libertad: El fútbol es la única actividad.
- Centro recreativo: Básquet, vóley, tenis, paddle, natación, entre otros.
- Asociación de bochas
- Polideportivo municipal: Atletismo.

## Parque Temático Natural
- Reserva de fauna y flora autóctona.

El Instituto Pablo Antonio Pizzurno de la ciudad de Hernando, cuenta con un campo de Prácticas de la Institución, se encuentra el Parque Temático Natural, resultado del trabajo de docentes y alumnos. El mismo cuenta con flora y fauna propia de la región y está en el mismo predio donde los alumnos hacen la práctica de la Tecnicatura.

## Ciclovía
Una ciclovía de 2 km, inaugurada en mayo de 2011, conecta la zona urbana con el parque industrial, está iluminada con farolas, arbolada y cuenta con bancos para descanso.

## Medios de comunicación
- RADIO RH1: Radio de frecuencia modulada que nació el 12 de julio de 1982.

- RADIO FM2000: Fundada el 15 de agosto de 1988 comenzó a funcionar en la calle Italia N.º 59 planta alta.[2]

- TiempoX-Multimedio

- CADA MAÑANA TV: Magazine Televisivo desde 2020

- RADIO SORA: FM en Hernando desde 2016

## Conexión vial
La ciudad de Hernando es atravesada por las rutas provinciales 6 y 10.
- Ruta provincial 6: desde Casilda, provincia de Santa Fe, se accede a Córdoba pasando por Inriville, Justiniano Posse, ésta, hasta llegar a Río Tercero.
- Ruta provincial 10: atraviesa la provincia de norte a sur, es la vía de conexión con la autopista Córdoba-Rosario en la ciudad de Oliva.
- Ruta Regional E42: vía de conexión desde la ciudad de Hernando atravesando por la localidad de Punta del Agua hasta llegar a Las Perdices.

### Distancias desde Hernando en km
- Buenos Aires - 632
- Córdoba - 157
- Río Cuarto - 118
- Villa María - 64
- Río Tercero - 46
- Rosario - 308
- Mendoza - 565

## Parroquias de la Iglesia católica en Hernando
| Diócesis  | Villa María |
| --------- | ----------- |
| Parroquia | San José    |

## Hernandenses destacados
- Marcelo y Mario Milanesio, baloncestistas
- Conrado Storani Médico y Político en la Gestión del Dr R Alfonsín.
- Alberto Granado, científico y escritor, conocido por ser amigo del Che Guevara
- Oswaldo Frossasco, ciclista
- Lucas Melano, futbolista
- Roberto Villanueva, director de teatro
- Mario Riorda, politólogo
- Marcelo Ingaramo, periodista deportivo
- Federico Storani, abogado y político
- Nicolás Meichtri, piloto de automovilismo
- Johon Boretto, Rector Universidad Nacional de Córdoba.
- Santiago Ferreyra, basquetbolista.